# Adventure (1945)
Adventure is een Amerikaanse dramafilm uit 1945 onder regie van Victor Fleming. Destijds werd de film uitgebracht onder de titel Avontuur.

## Verhaal
De zeeman Harry Patterson is een verstokte vrijgezel. Op een dag maakt hij kennis met de schone bibliothecaresse Emily Sears. Hij wordt op slag verliefd op haar.

## Rolverdeling
| Acteur          | Personage          |
| --------------- | ------------------ |
| Clark Gable     | Harry Patterson    |
| Greer Garson    | Emily Sears        |
| Joan Blondell   | Helen Melohn       |
| Thomas Mitchell | Mudgin             |
| Tom Tully       | Gus                |
| John Qualen     | Model T            |
| Richard Haydn   | Limo               |
| Lina Romay      | Maria              |
| Philip Merivale | Oude Ramon Estado  |
| Harry Davenport | Dokter Ashlon      |
| Tito Renaldo    | Jonge Ramon Estado |